# Сегю
Сегю́ (фр. Ségus, окс. Segús) — коммуна во Франции, находится в регионе Юг — Пиренеи. Департамент — Верхние Пиренеи. Входит в состав кантона Лурд-Уэст. Округ коммуны — Аржелес-Газост.
Код INSEE коммуны — 65415.

## География
Коммуна расположена приблизительно в 670 км к югу от Парижа, в 140 км юго-западнее Тулузы, в 22 км к юго-западу от Тарба.
По территории коммуны протекает река Ланюс (фр. Lanusse).

## Климат
Климат умеренно-океанический с солнечной тёплой погодой и обильными осадками на протяжении практически всего года.

## Население
Население коммуны на 2010 год составляло 257 человек.
| 1962 | 1968 | 1975 | 1982 | 1990 | 1999 | 2010 |
| ---- | ---- | ---- | ---- | ---- | ---- | ---- |
| 182  | 195  | 163  | 156  | 200  | 223  | 257  |

## Администрация
| Период | Период | Фамилия     | Партия | Примечания |
| ------ | ------ | ----------- | ------ | ---------- |
| 2001   | 2014   | Лоран Барро |        |            |
| 2014   | 2020   | Люсьен Бузе |        |            |

## Экономика
В 2010 году среди 164 человек трудоспособного возраста (15-64 лет) 119 были экономически активными, 45 — неактивными (показатель активности — 72,6 %, в 1999 году было 68,0 %). Из 119 активных жителей работали 110 человек (55 мужчин и 55 женщин), безработных было 9 (5 мужчин и 4 женщины). Среди 45 неактивных 14 человек были учениками или студентами, 18 — пенсионерами, 13 были неактивными по другим причинам.

## Достопримечательности
- Церковь Св. Петра (XVIII век)